# Glaucus atlanticus
Glaucus atlanticus (Deutsch: Blaue Ozeanschnecke, Blauer Drachen oder Seeschwalbe) ist eine  Fadenschnecke aus der Familie Glaucidae in der Unterordnung der Nacktkiemer (Nudibranchia), die pelagisch an der Meeresoberfläche lebt und Nesseltiere frisst. Die Tiere kommen ungiftig zur Welt, nutzen aber durch Beutetiere (wie die Portugiesische Galeere) gewonnene Kleptocniden zur Verteidigung gegen Fressfeinde.

## Merkmale
Ihr Körper hat seitlich gliedmaßenähnliche Ausstülpungen, die dem Auftrieb dienen. Am Ende dieser Auswüchse befinden sich wiederum büschelförmig angeordnete Fortsätze, die Cerata genannt werden und in die Auswüchse der Mitteldarmdrüse führen. Die Fadenschnecke wird 3 bis 5 cm lang. Gegen Fressfeinde von unten ist der Bauch des Tieres silbrig-grau gefärbt, während die Rückenfarbe der Farbe des Meeres entspricht und so gegen Fressfeinde von oben schützt.

## Ernährung
Die Schnecken ernähren sich von Nesseltieren wie Segel- und Staatsquallen (Gattungen Velella, Porpita und Physalia). Die Nesselzellen der Beute werden in die Cerata eingelagert und dienen den Schnecken zur Abwehr von Fressfeinden. Es ist unbekannt, wie die Nesselkapseln daran gehindert werden zu platzen, während die giftigen Zellen der Quallen gefressen werden. Durch diese Nahrungsaufnahme wird der Körper von Glaucus atlanticus selbst giftig. Je nach Menge der eingelagerten Substanz kann er dabei noch gefährlicher als seine Beutetiere werden.

## Vorkommen und Lebensweise
Die marine Nacktschnecke Glaucus atlanticus lebt pelagisch in warmen und gemäßigten Meeren. Regionen, in denen diese Nacktschnecke zu finden ist, sind die Ost- und Südküste von Südafrika, die europäischen Gewässer, die Ostküste Australiens und Mosambiks. Sie treibt, den Bauch nach oben, mit Hilfe von Gasblasen auf der Wasseroberfläche oder heftet sich an treibende Tange; begrifflich gehört sie damit zum Pleuston.
Auftrieb geben dem Glaucus die gliedmaßenähnlichen Ausstülpungen, die Cerata. Ein Tier hat bis zu 84 Cerata. Glaucus atlanticus kann auch Luftblasen schlucken, diese in einem Sack in ihrem Magen verstauen und sich dadurch zusätzlichen Auftrieb verschaffen.

## Lebenszyklus
Wie andere Fadenschnecken ist Glaucus atlanticus ein Zwitter. Der Penis ist mit einem Chitinstachel versehen. Die weibliche Geschlechtsöffnung liegt am Bauch rechts. Die 60 bis 75 µm breiten und 75 bis 97 µm langen Eier werden während des Geschlechtsakts in geraden, bis zu 17,5 mm langen Schnüren an die Überreste der Mahlzeiten geheftet. Bei 19 °C beginnt die Furchung nach wenigen Stunden. Nach 48 bis 60 Stunden bildet sich eine Trochophora und nach drei Tagen eine Veliger mit Schale, welche die Eischnur verlässt. Elf Tage nach dem Schlüpfen bilden sich die ersten Windungen der Schale.
Mit der Metamorphose geht die Schale verloren, und es entsteht eine schalenlose Fadenschnecke.

## Systematik
Glaucus atlanticus Forster, 1777 bildet zusammen mit der Gattung Glaucilla Bergh, 1860 die Familie Glaucidae. Traditionell waren die beiden Gattungen Glaucus Forster, 1777 und Glaucilla Bergh, 1860 monotypisch, d. h., sie enthielten nur jeweils eine der beiden Schwesterarten. Ángel Valdés und Orso Angulo Campillo stellten 2004 beide Arten in die Gattung Glaucus und synonymisierten somit Glaucilla Bergh, 1864. 2014 publizierten Churchill, Valdés und Foighil drei neue Arten der Gattung Glaucus, die aber nach MolluscaBase in die Gattung Glaucilla transferiert wurden. Glaucilla ist derzeit wieder eine gültige Gattung.